# Getto van Lemberg

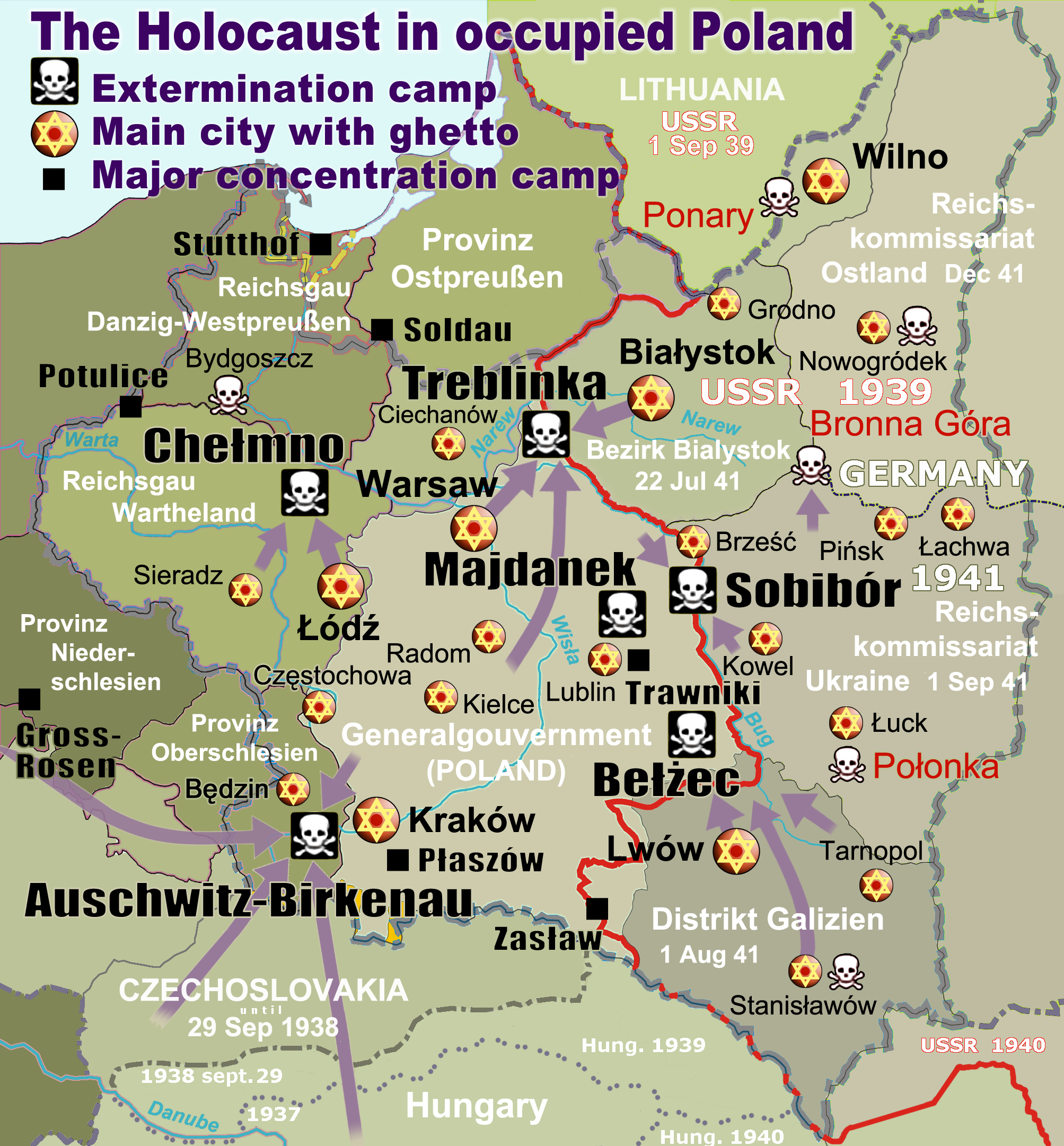
Getto's in bezet Polen (aangeduid met rood-gouden sterren)

Het getto van Lemberg, ook wel getto van Lvov of getto van Lwów, was een groot getto opgericht door nazi-Duitsland tijdens de Tweede Wereldoorlog. Het getto, gelegen in de stad Lviv (tegenwoordig Oekraïne), werd in eerste instantie opgericht om Joden tijdelijk in te huisvesten en, net als de andere getto's, als tussenstation voor een verdere verplaatsing van de Joden. In 1942 begonnen de Duitsers de Joden uit het getto echter te vergassen in vernietigingskamp Bełżec.

## Geschiedenis
In september 1939 leefden er circa 200.000 Joden in Lwów, in Zuidoost-Polen. Ongeveer de helft daarvan was vanuit het door Duitsland veroverde deel van Polen gevlucht naar de stad. Na de invasie van de Sovjet-Unie in juni 1941, kwam Lwów in Duitse handen.
Aangemoedigd door Duitse troepen in de stad, vermoordden de Oekraïense nationalisten begin juli 1941 ongeveer 4.000 Joden in de stad. Een andere pogrom, beter bekend als de Petliura Dagen, werd aan het einde van diezelfde maand georganiseerd. De pogrom, genoemd naar Simon Petliura die na de Eerste Wereldoorlog anti-Joodse pogroms had georganiseerd in Oekraïne, duurde drie dagen. Meer dan tweeduizend Joden kwamen hierbij om het leven en nog eens duizenden raakten gewond.
In november 1941 waren de Duitsers bezig met het opzetten van een getto in het noorden van de stad. De Joden werden vanuit alle delen van de stad naar het noorden verplaatst. Op de weg erheen werden duizenden ouderen en kinderen door de Duitsers doodgeschoten. Nadat de Duitsers de Joden in het getto hadden opgesloten, bedroeg het inwoneraantal ongeveer 120.000. Vanaf maart 1942 begonnen de Duitsers deportaties te organiseren naar het vernietigingskamp Bełżec.
In augustus 1942 was het aantal gedeporteerden naar Bełżec opgelopen naar 65.000 Joden. Daarnaast werden nog eens duizenden gedeporteerd naar het concentratiekamp Janovska om daar dwangarbeid te verrichten. Begin juni 1943 werd het getto met veel geweld ontruimd. Duizenden Joden werden door de Duitsers vermoord, die tevens grote schade aan het getto zelf aanrichtten. De Joden die dit ontruimingsproces overleefden werden gedeporteerd naar Bełżec of Janovska.
Alfabetisch op naam.  Indien een kamp meerdere rollen had, staat het in de "hoogste" groep.
Zie ook: Lijst van naziconcentratiekampen · Jappenkampen in Nederlands-Indië · Lijst van jappenkampen